# かんぽ生命保険
株式会社かんぽ生命保険（かんぽせいめいほけん、英: JAPAN POST INSURANCE Co.,Ltd.）は、東京都千代田区大手町に本社を置く、日本郵政グループの生命保険会社である。東京証券取引所プライム上場企業。

## 概要

### 設立の経緯
2005年10月21日に公布された郵政民営化関連6法の中の郵政民営化法で規定されている生命保険業を営ませるために同法第127条の定めるところにより従い、日本郵政株式会社が2006年9月1日に準備会社として株式会社かんぽを設立。2007年10月1日に商号変更され株式会社かんぽ生命保険に移行し、旧日本郵政公社から主に生命保険事業等を引き継ぎ所要の施設・職員等を承継した委員会設置会社となった。

### 株式の状況
東京証券取引所 プライム市場上場（2022年9月30日時点）。発足当初は日本郵政株式会社だけが株主であった。2015年（平成27年）11月4日に（持株会社の日本郵政株式会社とともに）東京証券取引所第一部に上場し、発行済株式数の11%が市場に売却された。大株主は上位から、日本郵政株式会社（49.05％を保有）、日本マスタートラスト信託銀行（信託口）等となっている。（2022年9月30日時点）。

### 資産の状況
総資産額は、首位の日本生命保険に次ぐ規模（2018年3月期/2018年6月期）。低金利下で貯蓄性商品の新規契約が伸び悩み、総資産の目減りの傾向が続いたことで、首位から2位へと後退した。
2014年6月末時点のかんぽ生命単体の保有契約数は生命保険が1215万7988件、総資産35兆1125億円だった。年金保険は1,233,371件、総資産3兆5226億円となっていた（旧簡易生命保険を除く）。平成26年6月末におけるソルベンシーマージン比率は1600%だった。

### 商品の特徴
民営化前の簡易生命保険は、加入時に医師の診査を不要としていたことがひとつの特徴である。民営化直後のかんぽ生命の商品ラインナップは、前身の簡易生命保険のラインナップをほぼ踏襲している（簡易生命保険時代と比べると、現在は若干の変更がある）。会社発足（民営化）後に募集された保険商品は、民間の同業他社と同じ「生命保険・個人年金保険」である。現在の保険は健康状態の告知義務があり、健康状態によっては契約できない（前身の日本郵政公社・郵政事業庁・郵政省時代に取り扱われた政府保証付きの「簡易生命保険・郵便年金」ではない、という事に注意を要する。つまり政府保証は無くなった、という特徴もある）。

### 民営化以降の制度改正
郵政民営化以降の制度の新設・改正については次の通り。

#### 口座振替
簡易保険の口座振替（口座払込）は、これまでゆうちょ銀行(民営化前は郵便貯金)・みずほ銀行・三井住友銀行・三菱UFJ銀行・横浜銀行の口座に限られていたが、民営化以降は代行収納制度により、ほとんどの金融機関の口座で保険料の引落しができるようになった。

#### 指定代理請求制度
2008年7月から簡易保険でも指定代理請求制度が利用できるようになった。この制度は被保険者が寝たきり状態で意思表示ができない場合や医師から病名を告知されず家族のみが知っている場合、本来の受取人に代わって保険金の請求や保険料の払込免除の請求、重度障がいの通知などができる制度である。指定できるのは「被保険者の配偶者」「被保険者の直系血族」「被保険者の兄弟姉妹」「被保険者の3親等内の親族（同居・同一生計の要件なし）」「被保険者のために保険金等の請求等をすべき相当な関係があると会社が認めた者」のいずれかである。

#### ご家族登録制度
2018年3月26日から各保険契約に対して「登録家族」を指定可能となった。指定された登録家族は通常契約者にしか開示で出来ない契約情報を問い合わせできる他、災害時やかんぽ生命からの通知が不着になった際に保険会社より通知を受けることが出来る。なお指定できるのは「契約者の配偶者」「契約者の3親等市内の親族」「被保険者」「保険金受取人」「指定代理請求人」のいずれかに限定される。指定代理請求人と違い保険金の請求などを行うことは出来ない。

## 沿革
- 2006年9月1日 - 株式会社かんぽが民営化準備会社として設立。
- 2007年10月1日 - 商号を株式会社かんぽ生命保険に変更し営業開始。
- 2008年
  - 2月22日 - 日本生命保険との業務提携を発表。
  - 4月2日 - 夫婦保険・夫婦年金保険を廃止。
  - 7月2日 - かんぽ生命初の新商品である新入院特約「その日から」を発売開始。従来の入院特約は廃止（後述）。普通養老保険（新フリープラン）の加入上限年齢を70歳から75歳に引き上げ。
- 2010年4月1日 - 商品の見直しにより、一部保険商品・特約を廃止。
- 2014年4月2日 - 旧簡易保険時代から販売していた学資保険を廃止し、かんぽ生命開発の新型学資保険「はじめのかんぽ」を発売。
- 2015年
  - 4月2日 - 普通養老保険（新フリープラン）の加入上限年齢を75歳から80歳に引き上げ。その他の保険商品についても加入上限年齢を引き上げ。
  - 10月2日 - 新フリープラン（短期払込型）の新設と、既存の保険商品の加入上限年齢の引き上げ。普通終身保険（新ながいきくん）は85歳まで加入可能に。
  - 11月4日 - 東京証券取引所市場第1部に株式上場[2]。
- 2016年
  - 3月29日　- 第一生命保険との業務提携を発表。
  - 4月1日　- 加入限度額の引き上げ（一定の条件を満たせば最高1300万円から2000万円まで契約可能とした）。
  - 6月2日 - マイナス金利政策の影響により、長らく販売していた定期年金保険を廃止。
  - 6月22日 - 上場後初の株主総会を開催[9]。
  - 10月1日 - 簡易生命保険誕生100周年、新キャラクター誕生[10]。
- 2017年3月 - 新キャラクターのネーミングが決まる[11]。
- 2018年10月 - 企業キャラクター「かんぽくん」にお友だち「ゆめちゃん」[12]。
- 2019年4月 - 株式売出し及び自己株式取得により日本郵政株式会社の持株比率が89%から64.48%に低下。
- 2020年1月1日 - 不正契約問題により、3月末まで業務停止命令を受け、契約の勧誘が停止となった[13]。2020年10月5日より業務再開[14]。
- 2021年5月 - 自己株式取得により日本郵政株式会社の持株比率が64.48%から49.90%に低下。
- 2024年5月15日 - 大和証券グループ本社との資本業務提携を発表[15]。

## 支店・店舗網
「直営店」と「代理店」という位置づけの店舗がある。
「直営店」は法人相手の業務に特化。直営店には、外部からお客が訪れることのできるような「窓口」が無い、と言う。「代理店」とは、日本郵便株式会社に業務を委ねる方式の店舗で、個人向けの業務を行う。郵便局内に直営店が設置されている場合であっても個人向けの業務は原則として「代理店」が行う（という事務処理上の形式を採りつつ、物理的に見れば同一の店舗内部で事務処理を行う）。  新規契約数に占めるかんぽ生命「直営店」の割合は約1割程度にすぎず、残りは（つまり9割がたは）「代理店」である日本郵便に依存している、という構造になっている。「直営店」の「パートナー営業部」は、受け持ちの郵便局に対する「営業支援」および「業務支援」を行っている。
直営店
直営店としては、旧公社支社の受持区域（エリア）ごとに、旧支社に替わるものとして『「統括支店」1店舗と「その他の支店」 数店舗』という単位をつくり、計81店舗が設置された。　
| エリア 本部名 | 統括支店          | 統括支店                                                                                   | その他の支店              | その他の支店 |
| エリア 本部名 | 店名              | 設置郵便局・ビル名                                                                         | 店名                      | 設置郵便局・ビル名                                                                                                |
| ------------- | ----------------- | ------------------------------------------------------------------------------------------ | ------------------------- | --- |
| 北海道        | 札幌              | 札幌三井JPビルディング                                                                     | 函館                      | 函館中央郵便局 |
| 北海道        | 札幌              | 札幌三井JPビルディング                                                                     | 旭川                      | 旭川中央郵便局 |
| 北海道        | 札幌              | 札幌三井JPビルディング                                                                     | 帯広                      | セントラル十勝ビル                                                                                                |
| 東北          | 仙台              | 新仙台ビルディング                                                                         | 青森                      | ニッセイ青森本町ビル                                                                                              |
| 東北          | 仙台              | 新仙台ビルディング                                                                         | 盛岡                      | 朝日生命盛岡中央通ビル                                                                                            |
| 東北          | 仙台              | 新仙台ビルディング                                                                         | 秋田                      | 秋田ファーストビル                                                                                                |
| 東北          | 仙台              | 新仙台ビルディング                                                                         | 山形                      | ハーモニー山形ビル                                                                                                |
| 東北          | 仙台              | 新仙台ビルディング                                                                         | 福島                      | 山相郡山ビル |
| 関東          | さいたま          | 日本郵政グループさいたまビル（旧公社関東支社）                                             | 茨城                      | 第6プリンスビル                                                                                                   |
| 関東          | さいたま          | 日本郵政グループさいたまビル（旧公社関東支社）                                             | 土浦                      | ファース土浦ビル                                                                                                  |
| 関東          | さいたま          | 日本郵政グループさいたまビル（旧公社関東支社）                                             | 宇都宮                    | うつのみや表参道スクエア                                                                                          |
| 関東          | さいたま          | 日本郵政グループさいたまビル（旧公社関東支社）                                             | 群馬                      | ツインシティ高崎                                                                                                  |
| 関東          | さいたま          | 日本郵政グループさいたまビル（旧公社関東支社）                                             | 熊谷                      | 熊谷駅前ビル |
| 関東          | さいたま          | 日本郵政グループさいたまビル（旧公社関東支社）                                             | 川越                      | 東田町ビル |
| 関東          | さいたま          | 日本郵政グループさいたまビル（旧公社関東支社）                                             | 千葉                      | IMI未来ビル |
| 関東          | さいたま          | 日本郵政グループさいたまビル（旧公社関東支社）                                             | 柏                        | リーフスクエア柏ビル                                                                                              |
| 関東          | さいたま          | 日本郵政グループさいたまビル（旧公社関東支社）                                             | 船橋                      | ららぽーと三井ビルディング                                                                                        |
| 東京          | 東京中央法人      | TOKYU REIT 虎ノ門ビル                                                                      | 東京新都心 東京新都心法人 | 新宿野村ビルディング （新宿野村ビル内郵便局と同一のビルに入居）                                                   |
| 東京          | 東京中央法人      | TOKYU REIT 虎ノ門ビル                                                                      | 東東京 東東京法人         | 住友不動産上野ビル5号館                                                                                           |
| 東京          | 東京中央法人      | TOKYU REIT 虎ノ門ビル                                                                      | 南東京 南東京法人         | ガーデンシティ品川御殿山                                                                                          |
| 東京          | 東京中央法人      | TOKYU REIT 虎ノ門ビル                                                                      | 武蔵野                    | 三鷹髙木ビル |
| 東京          | 東京中央法人      | TOKYU REIT 虎ノ門ビル                                                                      | 八王子                    | 八王子スクエアビル （八王子駅前郵便局、ゆうちょ銀行八王子店と同一のビルに入居）                                   |
| 南関東        | 横浜              | 横浜港郵便局                                                                               | 川崎                      | 川崎日進町ビルディング （川崎日進町ビル内郵便局と同一のビルに入居）                                               |
| 南関東        | 横浜              | 横浜港郵便局                                                                               | 海老名                    | 海老名郵便局 |
| 南関東        | 横浜              | 横浜港郵便局                                                                               | 藤沢                      | 藤沢郵便局 |
| 南関東        | 横浜              | 横浜港郵便局                                                                               | 甲府                      | 東武穴水ビル |
| 信越          | 長野              | 日本郵政グループ長野ビル（旧公社信越支社） （長野栗田郵便局と同一のビルに入居）            | 松本                      | 昭和センタービル                                                                                                  |
| 信越          | 長野              | 日本郵政グループ長野ビル（旧公社信越支社） （長野栗田郵便局と同一のビルに入居）            | 新潟                      | 日生不動産東大通ビル                                                                                              |
| 信越          | 長野              | 日本郵政グループ長野ビル（旧公社信越支社） （長野栗田郵便局と同一のビルに入居）            | 長岡                      | ファース長岡ビル                                                                                                  |
| 北陸          | 金沢              | 金沢上堤町ビル ※日本郵便北陸支社、ゆうちょ銀行北陸エリア本部・石川パートナーセンターと同居 | 富山                      | MKD.9富山ビル |
| 北陸          | 金沢              | 金沢上堤町ビル ※日本郵便北陸支社、ゆうちょ銀行北陸エリア本部・石川パートナーセンターと同居 | 高岡                      | 高岡郵便局 |
| 北陸          | 金沢              | 金沢上堤町ビル ※日本郵便北陸支社、ゆうちょ銀行北陸エリア本部・石川パートナーセンターと同居 | 福井                      | 福井中央郵便局 |
| 東海          | 名古屋 名古屋法人 | 御幸ビル                                                                                   | 静岡                      | 静岡中央郵便局 |
| 東海          | 名古屋 名古屋法人 | 御幸ビル                                                                                   | 三島                      | 三島NKビル |
| 東海          | 名古屋 名古屋法人 | 御幸ビル                                                                                   | 浜松                      | 浜松郵便局 |
| 東海          | 名古屋 名古屋法人 | 御幸ビル                                                                                   | 岡崎                      | 康生ビル |
| 東海          | 名古屋 名古屋法人 | 御幸ビル                                                                                   | 春日井                    | 春日井郵便局 |
| 東海          | 名古屋 名古屋法人 | 御幸ビル                                                                                   | 岐阜                      | 岐阜中央郵便局 |
| 東海          | 名古屋 名古屋法人 | 御幸ビル                                                                                   | 三重                      | 萩ビル |
| 近畿          | 大阪 大阪法人     | 大阪マーチャンダイズ・マートビル （マーチャンダイズビル内郵便局と同一のビルに入居）        | 大津                      | 大津パークビル |
| 近畿          | 大阪 大阪法人     | 大阪マーチャンダイズ・マートビル （マーチャンダイズビル内郵便局と同一のビルに入居）        | 京都                      | 京都中央郵便局 |
| 近畿          | 大阪 大阪法人     | 大阪マーチャンダイズ・マートビル （マーチャンダイズビル内郵便局と同一のビルに入居）        | 東大阪                    | 布施駅前セントラルビル                                                                                            |
| 近畿          | 大阪 大阪法人     | 大阪マーチャンダイズ・マートビル （マーチャンダイズビル内郵便局と同一のビルに入居）        | 堺                        | ポルタス・センタービル                                                                                            |
| 近畿          | 大阪 大阪法人     | 大阪マーチャンダイズ・マートビル （マーチャンダイズビル内郵便局と同一のビルに入居）        | 神戸                      | 神戸中央郵便局 |
| 近畿          | 大阪 大阪法人     | 大阪マーチャンダイズ・マートビル （マーチャンダイズビル内郵便局と同一のビルに入居）        | 姫路                      | 姫路センタービル （姫路南駅前郵便局と同一のビルに入居）                                                           |
| 近畿          | 大阪 大阪法人     | 大阪マーチャンダイズ・マートビル （マーチャンダイズビル内郵便局と同一のビルに入居）        | 奈良                      | 奈良センタービル                                                                                                  |
| 近畿          | 大阪 大阪法人     | 大阪マーチャンダイズ・マートビル （マーチャンダイズビル内郵便局と同一のビルに入居）        | 和歌山                    | Wajima十番丁 |
| 中国          | 広島              | NTTクレド白島ビル                                                                          | 鳥取                      | 鳥取中央郵便局 |
| 中国          | 広島              | NTTクレド白島ビル                                                                          | 松江                      | 松江駅前エストビル                                                                                                |
| 中国          | 広島              | NTTクレド白島ビル                                                                          | 岡山                      | 交通オアシスビル                                                                                                  |
| 中国          | 広島              | NTTクレド白島ビル                                                                          | 福山                      | 福山郵便局 |
| 中国          | 広島              | NTTクレド白島ビル                                                                          | 山口                      | 単独設置（山口市）                                                                                                |
| 四国          | 松山              | 日本郵政グループ松山ビル（旧公社四国支社） （松山宮田郵便局と同一のビルに入居）            | 徳島                      | 富士火災徳島ビル                                                                                                  |
| 四国          | 松山              | 日本郵政グループ松山ビル（旧公社四国支社） （松山宮田郵便局と同一のビルに入居）            | 高松                      | 四国パナソニックビル                                                                                              |
| 四国          | 松山              | 日本郵政グループ松山ビル（旧公社四国支社） （松山宮田郵便局と同一のビルに入居）            | 高知                      | 高知中央郵便局 |
| 九州          | 熊本              | 日本生命第二ビル                                                                           | 福岡                      | 福岡中央郵便局 |
| 九州          | 熊本              | 日本生命第二ビル                                                                           | 北九州                    | ガーデンシティ小倉 （小倉駅前郵便局と同一のビルに入居）                                                           |
| 九州          | 熊本              | 日本生命第二ビル                                                                           | 久留米                    | 日本生命久留米駅前ビル                                                                                            |
| 九州          | 熊本              | 日本生命第二ビル                                                                           | 佐賀                      | 佐賀北郵便局 |
| 九州          | 熊本              | 日本生命第二ビル                                                                           | 長崎                      | 日本郵便株式会社九州支社長崎事務所 （旧長崎貯金事務センター庁舎） ※ゆうちょ銀行長崎パートナーセンターと同居       |
| 九州          | 熊本              | 日本生命第二ビル                                                                           | 佐世保                    | ウエストパーク佐世保                                                                                              |
| 九州          | 熊本              | 日本生命第二ビル                                                                           | 大分                      | NS大分ビル |
| 九州          | 熊本              | 日本生命第二ビル                                                                           | 宮崎                      | NCBユウコービル                                                                                                   |
| 九州          | 熊本              | 日本生命第二ビル                                                                           | 鹿児島                    | 日本郵便株式会社九州支社鹿児島事務所 （旧鹿児島貯金事務センター庁舎） ※ゆうちょ銀行鹿児島パートナーセンターと同居 |
| 沖縄          | 那覇              | 那覇中央郵便局                                                                             |                           | |

これらの店舗網とは別に、全国5箇所（仙台・東京・岐阜・京都・福岡）の簡易保険事務センターについて「サービスセンター」と改称して引き続き設置しているほか、東京及び京都簡易保険事務センターの組織であった東日本及び西日本情報管理センターは分離され本社直轄の単独組織となった。

## 主な商品
現在、かんぽ生命で販売している保険商品は、かつて旧日本郵政公社が販売していた簡易保険とほぼ同一の商品を販売している。保険契約は簡易生命保険法に基づく「簡易保険」（郵政民営化を以て新規加入が出来ない）ではなく、生命保険である。
契約金額（死亡保険金・満期保険金の基準となる金額）の上限も郵政公社時代のまま引き継がれている（ゆうちょ銀行に承継された旧郵便貯金口座と同じ扱い）。商品名については、かんぽ生命開発の学資保険「はじめのかんぽ」を除き、郵政公社時代の簡易生命保険の商品名に「新」をつけただけであるが、郵政公社時代から幾つかの商品の新規募集が廃止されている（成人保険など）。もともと簡易保険は「定期保険」を除けば、ほぼ全ての商品が「生存保険金（満期保険金）」という形式の商品で、貯蓄性が有る商品である。
商品名の後の括弧書きは正式名称。X倍は、倍額保障の倍率を示す（簡易生命保険項を参照）。

### 終身医療保障型
- 新ながいきくん　定額型・ばらんす型2倍・5倍（普通終身保険）
- 新ながいきくん　おたのしみ型（特別終身保険）
- 新シルバー保険（介護保険金付終身保険）（2010年4月1日に廃止）
- 新トータルプランしあわせ（終身年金保険付終身保険）（2010年4月1日に廃止）
- 新トータルプランふうふ（2008年4月1日に廃止）

### 歳満期養老保険
契約時に、任意で満期となる契約期間（10年～最長30年）を選択できるもの（2010年4月以降は最長50年）
- 新フリープラン（普通養老保険）
- 新フリープラン　2倍・5倍・10倍保障型（特別養老保険）
- 新一病壮健プラン - 生活習慣病などの慢性疾患や癌の治癒といった既往症を抱える人を対象とした特定養老保険で保険期間は10年のみ。また疾病入院特約はつけられない。

予め、満期年齢が決められているもの
- 新学資保険（2014年4月1日廃止）
- 新育英学資（育英年金付学資保険）（同上）
- 学資保険「はじめのかんぽ」（2014年4月2日～）

### その他の養老保険
保険料の払込期間と保険期間が異なるもの
- 新フリープラン（短期払込型） - 保険期間15年に対し、保険料の払込期間は10年

### 定期医療保険型
- 新夫婦保険（2008年4月1日に廃止）
- 新普通定期保険

### 年金保険
- 新定期年金保険（2016年6月2日廃止）
- 新夫婦年金保険（2008年4月1日廃止）
- 新逓増型終身年金保険（廃止）
- 新定額型終身年金保険（廃止）
- 新シルバー年金あんしん（介護割増年金付終身年金保険）（2010年4月1日に廃止）

### かんぽ生命保険で開発された商品
- 新入院特約「その日から」- 基本的に保障対象外となっている4日以内の疾病入院に対しても、一泊2日以上（日帰り入院含む）であれば入院保険金の支払い対象とする特約

## 不祥事
2007年10月の民営化以前の不祥事については簡易保険を参照。

### 保険金不払い
日本郵政グループのかんぽ生命保険は、民営化後の2007年10月～2012年10月の5年間に保険金の請求があった約1700万件のうち約10万件、保険金額にして約100億円が不払い状態である可能性があると、2012年11月13日に発表した。

### 不正契約問題
2018年4月24日のNHKのクローズアップ現代+でかんぽ生命が不正契約を行っていると報道した。
2019年6月27日、2014年4月～2019年3月の間に契約したうち、顧客が生命保険の乗り換えで不利益を被った事例が23,900件に上ると発表した。さらに、これらとは別に顧客が半年以上にわたり新旧契約の保険料を二重に支払っていた事例が約22,000件あることも判明した。2019年7月には、日本郵政の長門正貢社長や、日本郵便の横山邦男社長らが、東京都千代田区大手町で記者会見を行い謝罪した。また特別調査委員会が設置され、伊藤鉄男元次長検事が委員長に就任した。2019年7月10日の時点で、少なくとも10万件の不正契約が見つかっている。2020年3月31日の時点で、2014年4月～2019年3月の間に契約したうち、約183,000件の契約が機械的に調べて見つけられたものとして不正契約の疑いがあるとしている。
2019年12月27日に、金融庁による業務停止命令（2020年1月1日～2020年3月31日）を受け、かんぽ生命社長の植平光彦が退任することになった。合わせて、日本郵政株式会社社長の長門正貢、販売代理店である日本郵便株式会社の社長である横山邦男が退任している。
2020年8月19日現在、特定事案18.3万件のうち、販売員の法令違反が410名、社内ルール違反が2,212名、深掘調査22万件のうち、法令違反が37名、社内ルール違反が3名、見つかっている。2020年8月の営業自粛期間中にも販売員が不正契約を行っていることが発覚している。
2020年10月5日より業務再開。

#### 不正契約の手口
不正契約の手口。件数は2014年4月～2019年3月の間に契約したうちの件数。
二重契約（約75,000件）
新契約を結んでから6カ月以内に旧契約を解約すると乗り換えと見なされ販売員の手数料が半減するため、販売員の手数料を増やすために、7～9か月間の二重契約をさせる手法。この間、保険契約者は不必要な保険料を支払っていたことになる。
3か月以上の無保険（約46,000件）
旧契約解約から3か月以内に新契約に切り替えると乗り換えと見なされ販売員の手数料が半減するため、販売員の手数料を増やすために、4～6か月間の無契約期間を作る手法。この間、被保険者に保険事故があっても補償がなされないことになる。
特約切り替えで済むのに新規に保険を契約させる手法（約26,000件）
本来は特約切り替えで済むのに、販売員が手数料を増やすために、保険を解約して新契約に乗り換えさせる手法。
補償内容が同じもしくは悪化するのに新規に保険を契約させる手法（約15,000件）
販売員が手数料を増やすために、悪化もしくは意味が無いにもかかわらず、新契約に乗り換えさせる手法。
乗り換え不可能な保険を契約させる手法（引受拒絶が約18,000件、支払拒絶が約3,000件）
健康状態などの理由により、新契約が保険として機能しないのにもかかわらず、販売員が手数料のために、新契約に乗り換えさせる手法。
解約を25か月まで引き延ばす手口
保険を解約したい顧客に対して、24か月以内で解約されると、販売員は手当を返納しないといけないため、解約を25か月まで引き延ばす手口。この間、契約者は不必要な保険料を支払っていたことになる。
植平光彦社長（2019年7月当時）によると会社側が立てた過剰なノルマが不正契約の原因であるとしている。
また、会社側が作成した、顧客への営業手法の話法の研修用資料自体が、不適切な営業手法を行っていた。相続税の節税効果が無いにもかかわらず、節税効果があるかのように正しくない説明を行い営業を行っていた。

## 各年度の業績
経常収益は落ち込みつつある。
(単位：億円)

| 決算期      | 経常収益 | 保険料等 | 経常利益 | 法人税等 | 純利益 |
| ----------- | -------- | -------- | -------- | -------- | ------ |
| 平成20年3月 | 76,868   | 38,866   | 119      | 107      | 76     |
| 平成21年3月 | 155,337  | 78,811   | 2,142    | 139      | 383    |
| 平成22年3月 | 145,916  | 75,056   | 3,796    | 402      | 701    |
| 平成23年3月 | 133,754  | 73,423   | 4,222    | 445      | 772    |
| 平成24年3月 | 125,386  | 68,564   | 5,313    | 1,412    | 677    |
| 平成25年3月 | 118,349  | 64,817   | 5,293    | 639      | 910    |
| 平成26年3月 | 112,339  | 59,116   | 4,635    | 579      | 634    |
| 平成27年3月 | 101,692  | 59,567   | 4,931    | 1,113    | 817    |
| 平成28年3月 | 96,057   |          | 4,115    |          | 848    |
| 平成29年3月 | 86,594   |          | 2,797    |          | 885    |
| 平成30年3月 | 79,529   |          | 3,092    |          | 1,044  |
| 平成31年3月 | 79,166   |          | 2,648    |          | 1,204  |
| 令和2年3月  | 72,114   |          | 2,866    |          | 1,506  |

## 営業日
郵便局での保険業務は原則として土曜日・休日・年末年始は休みである。

## その他
2009年4月より、かんぽ生命直営店全店と一部の郵便局では契約申込の際に払い込む保険料（掛け金）をキャッシュカードやクレジットカードで支払ができるサービスを開始した。ただし、2回目以降の保険料払込はクレジットカードは利用できない。キャッシュカードによるPay-easyにより払込口座を設定できる。2010年10月からは、かんぽ生命の指定する期日までに、指定金融機関に振り込む方法で初回保険料の支払ができる「送金扱」サービスを開始した。これによって加入申込の時点で初回保険料支払のため手持ちのお金がなくても手続きが可能となった。

## テレビ番組
- 日経スペシャル ガイアの夜明け セイホ“新”戦国時代～あなたの保険は大丈夫?（2007年12月4日、テレビ東京）[40] - 民営化によって現場はどう変わるのか取材。

## 広告宣伝や販売推進の手法
キャッチコピー
キャッチコピーは「保険のことなら、かんぽさんと話そ。」・「人生は夢だらけ」（2016年4月 - ）
コーポレートカラー
コーポレートカラーは「かんぽブルー」。
キャラクター
民営化に伴い、長らく使用されてきたカンガルーのマスコットキャラクター「カンちゃん」は廃止され、ラジオ体操のマスコットキャラクター「ラタ坊」は引き続き使用されている。2016年10月からかんぽ生命企業キャラクター「かんぽくん」を制定した。おしゃべり好きなカンガルーの男の子のデザインとなっている。
イメージキャラクター「かんぽさん」
- 井ノ原快彦

2007年11月から2019年まで、井ノ原が保険担当の外務社員に扮したイメージキャラクター「かんぽさん」として起用され、CMや郵便局掲示のポスターに使用された。当初は郵便局掲示のポスターではオレンジ色のラインの入った郵便局株式会社の制服を着用した郵便局の保険担当社員、テレビCMではブルーのラインの入ったかんぽ生命の制服を着用したかんぽ生命の担当社員役として出演していたが、その後テレビCMでも郵便局の制服着用に変更されている。なお、2012年10月以降は赤色のラインの入った日本郵便株式会社の制服に変更されている。
- 磯村勇斗

2024年7月8日よりイメージキャラクター「かんぽさん」に磯村を起用。各種パンフレット、ポスター、CMなどプロモーション媒体に出演する。

### CM・広告出演者
- 井ノ原快彦（2007年11月 - 2019年）
- 能年玲奈（2014年 - 2015年）
- 滝藤賢一（2015年）
- 高畑充希（2016年 - 2017年）[43]
- ハラミちゃん（2023年2月 - 2024年）[44] ※WebCM
- 夏木マリ（2023年3月 - 2024年）
- 丸山礼（2023年3月 - 2024年）
- 磯村勇斗（2024年7月 - ）

提供番組
タイアップキャンペーン（協働マーケティング）
2010年に上映された映画FLOWERS -フラワーズ-に協賛。郵便局で本作品のタイアップキャンペーンが行われた。

## 「かんぽの宿」について
簡易保険加入者向け施設である「かんぽの宿」は郵政民営化時点では、かんぽ生命保険ではなく持株会社の日本郵政が引き継ぎ、オリックス不動産に安値売却されようとしたものの、白紙撤回となった。近年は売上の低迷や施設の老朽化が進み、閉鎖の発表が相次いでいる。